# Nymphalis albomarginata
Nymphalis albomarginata är en fjärilsart som beskrevs av Barend J. Lempke 1936. Nymphalis albomarginata ingår i släktet Nymphalis och familjen praktfjärilar. Inga underarter finns listade i Catalogue of Life.